# Corrida de Houilles
La Corrida pédestre internationale de Houilles, en abrégé Corrida de Houilles, est une course pédestre annuelle de 10 km co-créée en 1972. Elle se déroule généralement le troisième dimanche de décembre, dans les rues de Houilles, dans le département français des Yvelines. La corrida comprend une course populaire et, sur le même parcours, une course des as ainsi qu’une course réservée aux enfants.

## Historique
Au début des années 1970, Alexandre Joly, gérant d'une société de pyrotechnie, s'engage dans l'animation sportive de Houilles. Souhaitant sortir la course à pied des stades où elle est confinée, il co-fonde, en 1972, avec le coureur André Chauffray, la Corrida pédestre internationale de Houilles, course dont le format, nouveau pour l'époque, fera florès.
Durant les premières éditions, Alexandre Joly est non seulement le co-créateur de la course mais aussi le commentateur lors de son déroulement ainsi que le rapporte dans ses mémoires le journaliste sportif Pierre Fulla.
Durant les quinze premières années, de 1972 à 1987, la course est dominée par des coureurs européens, notamment Jacky Boxberger vainqueur à 4 reprises, Fernando Mamede vainqueur à 3 reprises et Paul Arpin vainqueur à 2 reprises. Les dix années suivantes, de 1988 à 1997, elle semble devenue un domaine réservé des Marocains, notamment Khalid Skah vainqueur à 8 reprises, à l'exception de 1994 où l'Éthiopien Haile Gebrselassie l'emporte,,. Depuis 1998, les coureurs de l'Afrique de l'Est, majoritairement Kenyans ou Éthiopiens, dominent,. En 1999, l'épreuve est annulée à cause de la tempête du 26 décembre.
Le franco-suisse Julien Wanders remporte les éditions 2017 puis 2018, réalisant en 2018 un nouveau record d'Europe en 27 min 25 s. En 2019, la coureuse française Liv Westphal bat dans cette course son record de France du 10 km sur route, en 31 min 15 s., mais se classe quatrième derrière des coureuses africaines. La première est la Kényane Norah Jeruto en 30 min 32 s.
prétexte
Alexandre Joly, fondateur de la course, devenu maire de la commune de Houilles en 1995, le reste jusqu'en 2020. En 2020 et en 2021, la course est annulée par la nouvelle équipe municipale en raison de la pandémie de Covid-19  et ne fait son retour qu'en 2022 pour sa 50e édition,,. 
L'organisation de la course en 2023 est reprise par la Ville de Houilles, à la suite d'un différend entre l’équipe municipale et l'association habituellement organisatrice de la compétition, liée historiquement à l'ancienne municipalité. Alors que l’ancien organisateur indique qu’elle ne se tiendra pas en 2023, elle est annoncée maintenue par Julien Chambon, maire de Houilles. La 51e édition se déroule le 17 décembre 2023, avec un nouveau site internet et un nouveau logo.

## Appellation
Le nom de « corrida » fait référence à la corrida (c'est-à-dire « course ») de São Paulo qui a lieu traditionnellement le 31 décembre. Celle de Houilles a longtemps eu lieu le dernier dimanche de l'année. Pour son 40e anniversaire, la corrida a eu lieu le dimanche 18 décembre 2011, et est dans le calendrier de l'IAAF, soit par exemple en 2016 l'IAAF Road Race Label Events 2016,,.

## Format
La course s'est courue sur la distance de 9,6 km jusqu'en 1995, avant de passer à 10 km. Elle se veut une fête populaire, avec au minimum à chaque édition deux épreuves, une course populaire ouverte à tous, avec plusieurs milliers de participants, suivie en fin d'après-midi d'une course des as réservée aux coureurs confirmés, sur le même parcours (une course pour enfants a souvent lieu mais sur un parcours spécifique). Le tracé est constitué d'une boucle parcourue 3 fois dans les petites rues et le centre ville de la cité,. Une ou plusieurs fanfares devancent les courses, et un feu d'artifice clôture la journée.

## Palmarès Hommes
1. 1972: Le Flohic (France)
2. 1973: Lucien Rault (France)

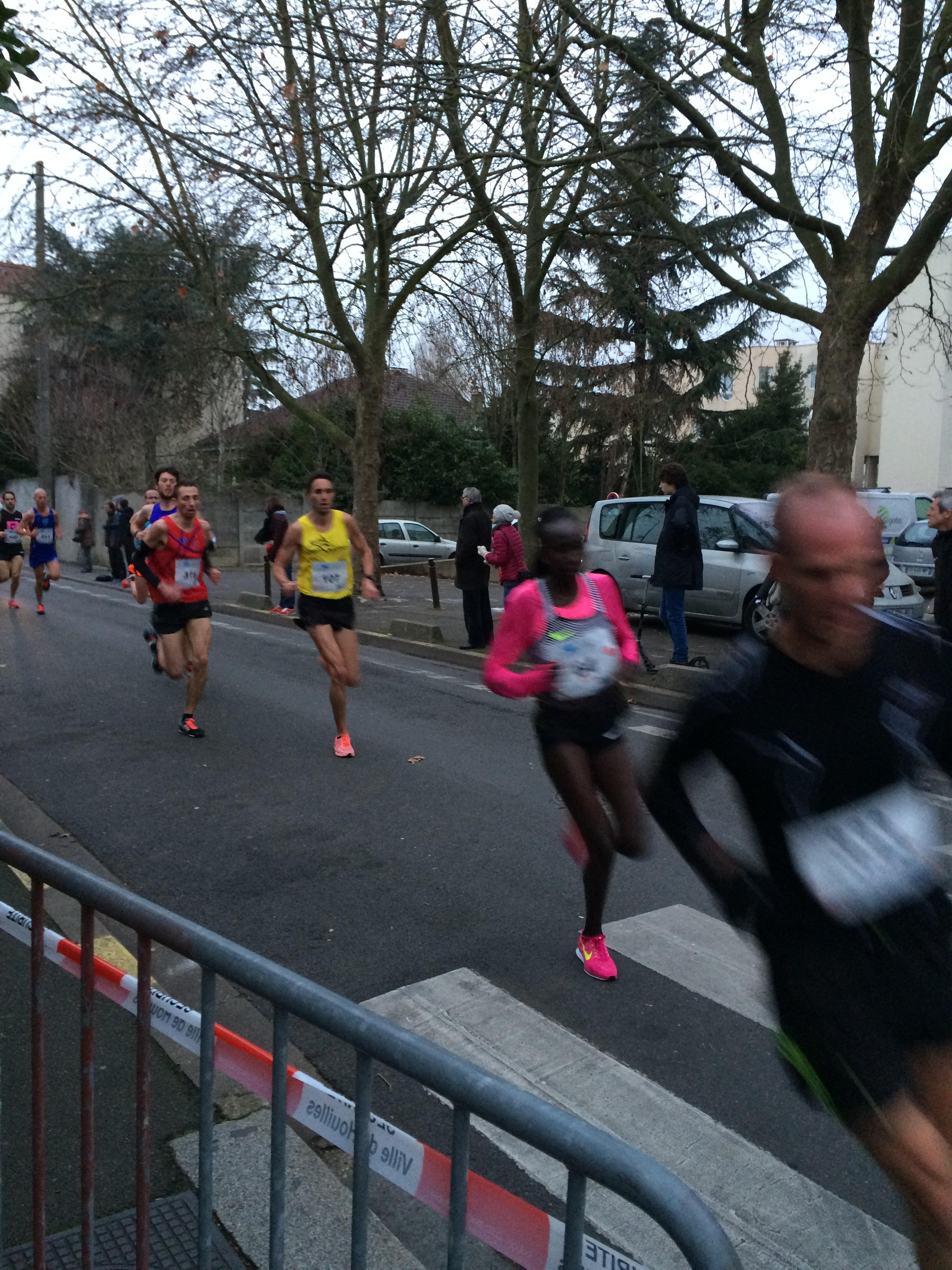
Vue de la course des as

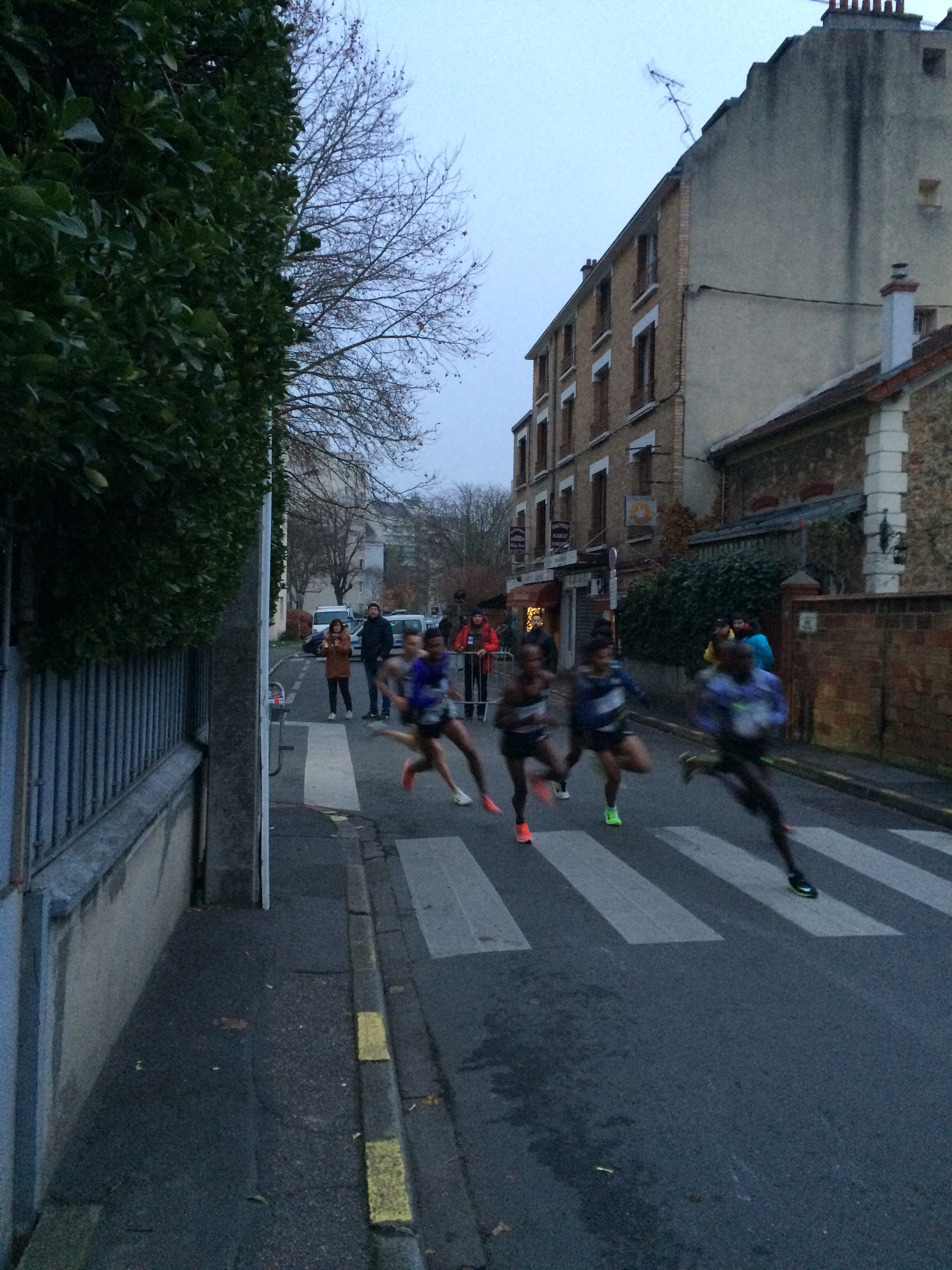
La foulée du peloton de tête de la course des as

3. 1974: Bronislaw Malinowski (Pologne)
4. 1975: Jos Hermens (Pays-Bas)
5. 1976: Markus Ryffel (Suisse)
6. 1977: Jacky Boxberger (France)
7. 1978: Jacky Boxberger (France)
8. 1979: Jacky Boxberger (France)
9. 1980: Jerry Deegan (Irlande)
10. 1981: Radhouane Bouster (France)
11. 1982: Jacky Boxberger (France)
12. 1983: Fernando Mamede (Portugal)
13. 1984: Fernando Mamede (Portugal)
14. 1985: Fernando Mamede (Portugal)
15. 1986: Paul Arpin (France)
16. 1987: Paul Arpin (France)
17. 1988: Khalid Skah (Maroc) (épreuve courue le 1er janvier 1989)
18. 1989: Khalid Skah (Maroc)
19. 1990: Khalid Skah (Maroc)
20. 1991: Khalid Skah (Maroc)
21. 1992: Khalid Skah (Maroc)
22. 1993: Khalid Skah (Maroc)
23. 1994: Haile Gebrselassie (Éthiopie)
24. 1995: Khalid Skah (Maroc)
25. 1996: Hassan Lahssini (Maroc)
26. 1997: Khalid Skah (Maroc)
27. 1998: Girma Tola (Éthiopie)
28. 1999: Épreuve annulée à cause de la tempête du 26 décembre
29. 2000: Sammy Kipketer (Kenya) (épreuve courue le 1er janvier 2001)
30. 2001: Benjamin Limo (Kenya)
31. 2002: Sammy Kipketer (Kenya)
32. 2003: Mulugeta Wondimo (Éthiopie)
33. 2004: Jaouad Gharib (Maroc)
34. 2005: Sileshi Sihine (Éthiopie) (épreuve courue le 1er janvier 2006)
35. 2006: Micah Kogo (Kenya)
36. 2007: Micah Kogo (Kenya)
37. 2008: Micah Kogo (Kenya)
38. 2009: Joseph Ebuya (Kenya)
39. 2010: Imane Merga (Éthiopie) record de l'épreuve en 27 min 47 s
40. 2011: Edwin Soi (Kenya)
41. 2012: Birhanu Legese (Éthiopie)
42. 2013: Cornelius Kangogo Kipruto (Kenya)
43. 2014: Victor Chumo (Kenya)
44. 2015: Cornelius Kangogo Kipruto (Kenya)
45. 2016: Cornelius Kangogo Kipruto (Kenya)
46. 2017: Julien Wanders (Suisse/France)
47. 2018: Julien Wanders (Suisse/France), record de l'épreuve en 27 min 25 s, et record d'Europe sur route
48. 2019: Daniel Ebenyo (Kenya), record de l'épreuve en 27 min 12 s
49. 2020: Épreuve annulée
50. 2021: Épreuve annulée
51. 2022: Telahun Bekele (Éthiopie),
52. 2023: Bastien Augusto (France),
53. 2024: Jimmy Gressier (France),

## Palmarès Femmes
1. 1986 : Ingrid Delagrange (Belgique)
2. 1987 : Linda Milo (Belgique)
3. 1988 : Mary Chemweno (Kenya) (la course de l'édition 1988 a eu lieu le 1er janvier 1989)
4. 1989 : Linda Milo (Belgique)
5. 1990 : Casandra (France)
6. 1991 : Zohra Roulou
7. 1992 : Margrave (Écosse)
8. 1993 : Saïda Kouhail (Maroc)
9. 1994 : Elena Fidatov (Roumanie) (la course de l'édition 1994 a eu lieu le 1er janvier 1995)
10. 1995 : Ayelech Worku (Éthiopie)
11. 1996 : Ayelech Worku (Éthiopie)
12. 1997 : Ayelech Worku (Éthiopie)
13. 1998 : Ayelech Worku (Éthiopie)
14. 1999 : épreuve annulée
15. 2000 : Rakiya Maraoui (France) (la course de l'édition 2000 a eu lieu le 1er janvier 2001)
16. 2001 : Inês Monteiro (Portugal)
17. 2002 : Inès Monteiro (Portugal)
18. 2003 : Merima Denboba (Éthiopie)
19. 2004 : Merima Denboba (Éthiopie)
20. 2005 : Merima Denboba (Éthiopie) (la course de l'édition 2005 a eu lieu le 1er janvier 2006)
21. 2006 : Nadia Ejjafini (Bahreïn)
22. 2007 : Nadia Ejjafini (Bahreïn)
23. 2008 : Sylvia Kibet (Kenya)
24. 2009 : Sule Utura (Éthiopie)
25. 2010 : Sule Utura (Éthiopie)
26. 2011 : Margaret Muriuki (Kenya)
27. 2012 : Ruti Aga (Ethiopie)
28. 2013 : Godfray Berha Afera (Ethiopie)
29. 2014 : Peres Jepchirchir (Kenya)
30. 2015 : Zerfie Limeneh (Éthiopie)
31. 2016 : Viola Jelagat Kibiwot (Kenya)
32. 2017 : Stacey Chepkemb Ndiwa (Kenya)
33. 2018 : Gete Alemayehu (Éthiopie)
34. 2019 : Norah Jeruto (Kenya)
35. 2020: Épreuve annulée
36. 2021: Épreuve annulée
37. 2022: Mercy Cherono (Kenya)
38. 2023: Laurine Housseaux (France)
39. 2024: Célia Tabet (France)